# Nuestra Señora del Puy
Nuestra Señora del Puy, Santa María del Puyo simplemente Virgen de Le Puy es una talla gótica y una advocación de la Virgen María, y la patrona de Estella.  La imagen se venera en Basílica de Nuestra Señora del Puy está en lo alto de la ciudad, cerca del colegio denominado en su honor Nuestra Señora del Puy. Esta basílica, de construcción contemporánea (1930-1952), es obra del arquitecto navarro Víctor Eusa. Fue coronada canónicamente el 25 de mayo de 1958. Desde la fecha de su coronación se celebra anualmente la fiesta patronal de la localidad, el 25 de mayo aunque es una fiesta celebrada desde fechas anteriores igualmente. Fue la primera imagen mariana navarra en ser fotografía (1862) poco antes que la Virgen de Ujué (1876).
El origen etimológico de Puy es la palabra latina podium (en español, podio, pero usado también para referirse) que ha generado un gran número de variantes locales en lenguas romance (en catalán y valenciano, puig, puyo(l); en castellano, poyo; en navarro-aragonés, puy, pueyo, etc). En francés de Auvernia puy significa 'montículo, colina' (es cognado del castellano "poyo"), y se refiere a que la imagen de la virgen se encontró en lo alto de una colina. 

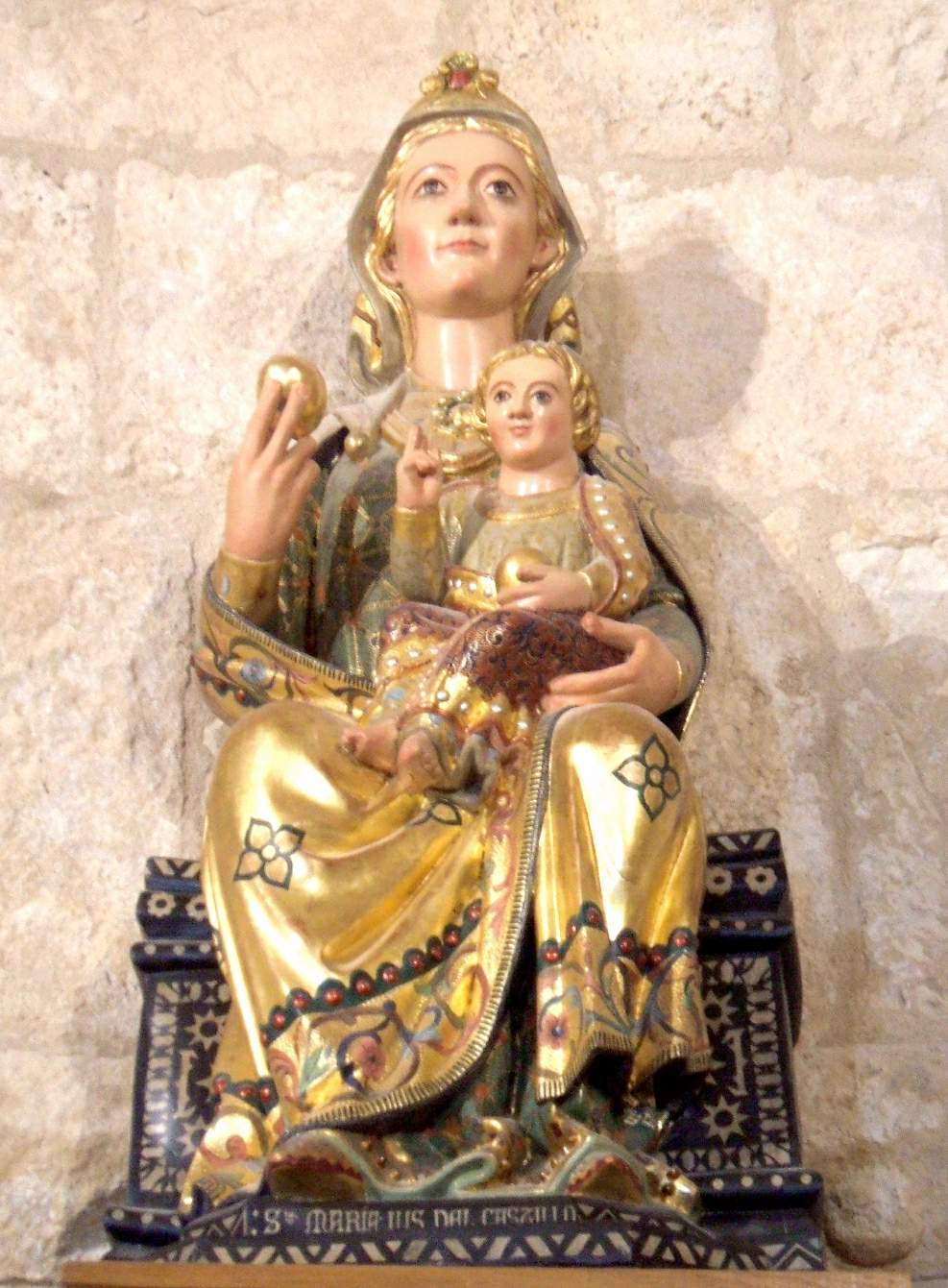
Imagen de Santa María Jus del Castillo (Estella)

## Talla
Aunque el templo donde se alberga la imagen de advocación francesa es de fábrica moderna (1930-1952) firmada por Víctor Eusa, la talla de estilo gótico se fecha en el siglo XIV y se veneraba en «la capilla de Santa María del "Puyo"» aunque no hay certeza de la fecha de su construcción. En 1174 se tiene noticia escrita de que se levantaba ya una iglesia de Santa María del Puy. Sí se sabe que el edificio moderno se levantó sobre otro de época barroca aunque borró «toda huella anterior».
En la clasificación de la imaginería medieval mariana centrada en Navarra realizada en 1989 por la profersora Clara Fernández-Ladreda, la talla de Santa María del Puy formaría parte del tipo vasco-navarro-riojano de imágenes góticas, concretamente encabezando el tercer grupo formado por otras tallas marianas entronizadas como Santa María de Jus del Castillo (Estella), de Bargota, de Orísoain, de Eriete y de Mélida.
La talla gótica, en madera policromada en rostros y manos, está revestida de chapa de plata. Fue realizada, probablemente, en el siglo XIV y habría sustituido a una talla románica anterior totalmente desaparecido sin conocer las causas. La figura maternal presenta un rostro ovalado, siguiendo la estética francesa propia de la época, apuntando una leve sonrisa que transmite una imagen más dulce, al tiempo que «presenta una actitud serena y sonriente.» Sentado sobre su rodilla izquierda, su hijo adopta un gesto manual bendecidor.

### Arca gótica
Entre finales del siglo XIV y principios del XV, probablemente, se construyó y decoró un arca de estilo gótico para presentar y presevar la talla nueva. En estos momentos se registra «una fuerte intervención de los reyes de Navarra en la vida de la iglesia del Puy.» La profesora Fernández-Ladreda apunta a que «es posible que el arca fuera encargada por la reina doña Blanca de Navarra, muy devota de la Virgen del Puy, con ocasión de la grave enfermedad que afectó a su hijo don Carlos, príncipe de Viana, durante su residencia en Estella en 1430».
Este arca se guardaba en la capilla de la basílica. Era de madera y mostraba una disposición vertical permaneciendo cerrada salvo en fiestas solemnes en que se abría y se contemplaba la figura. En el frontal de la puerta del arca se mostraba la pintura de estilo gótico internacional con la Anunciación. Esta presentación se mantuvo así hasta los siglos XVII-XVIII, en el momento de trasladar la imagen a un retablo la escultura del Puy.

### Restauraciones
Existen noticias detalladas de procesos de restauración en el Libro Becerro iniciado en el santuario en 1640 donde se indica que el siglo anterior (siglo XVI) se repintaron «las partes carnosas» de la talla «y el forro de plata parcialmente sustituido por otro nuevo entre fines de dicha centuria, 1886, y comienzos de la presente [siglo XX], si bien esta renovación se hizo respetando al máximo el modelo anterior.»
La profesora Fernández-Ladreda afirma que «la costumbre de vestir la imagen, iniciada posiblemente en el siglo XVII, ocasionó un cambio en el emplazamiento del Niño que pasó a sentarse sobre la mano izquierda de la madre, mientras que anteriormente iba sobre la rodilla, existiendo un hueco destinado a introducir la espiga que lo sostenía».

## Leyenda
Una leyenda cuenta que en 1085, poco antes de la creación de la nueva ciudad de Estella, unos pastores de Abárzuza acudieron a un alto atraídos porque unas estrellas lo señalaban, y allí encontraron en una cueva una imagen de la Virgen con el niño. Se la llamó Virgen del Puy, por haberse encontrado sobre una colina, a semejanza de una advocación muy venerada en Francia: Nôtre Dame du Puy, de Le Puy-en-Velay. El rey Sancho Ramírez mandó construir una ermita en su honor. Para el investigador Ricardo Ciérvide Martinena la explicación del origen del nombre sería más sencilla y terrenal:

«Simplemente el nombre de Estella, pronunciado por los franco-occitanos Estela y por los navarros de expresión romance Estella y, acaso, por euskaldunes de la tierra Lizarra, 
obedecía a que Sancho Ramírez, fundador del primer núcleo se sirvió de un nombre románico, ya que sus pobladores eran de habla romance, al igual que hicieron a ambos lados del Pirineo a lo largo de los siglos XII al XIV cuantos reyes, condes y señores fundaron nuevas villas con objetivos comerciales o defensivos.

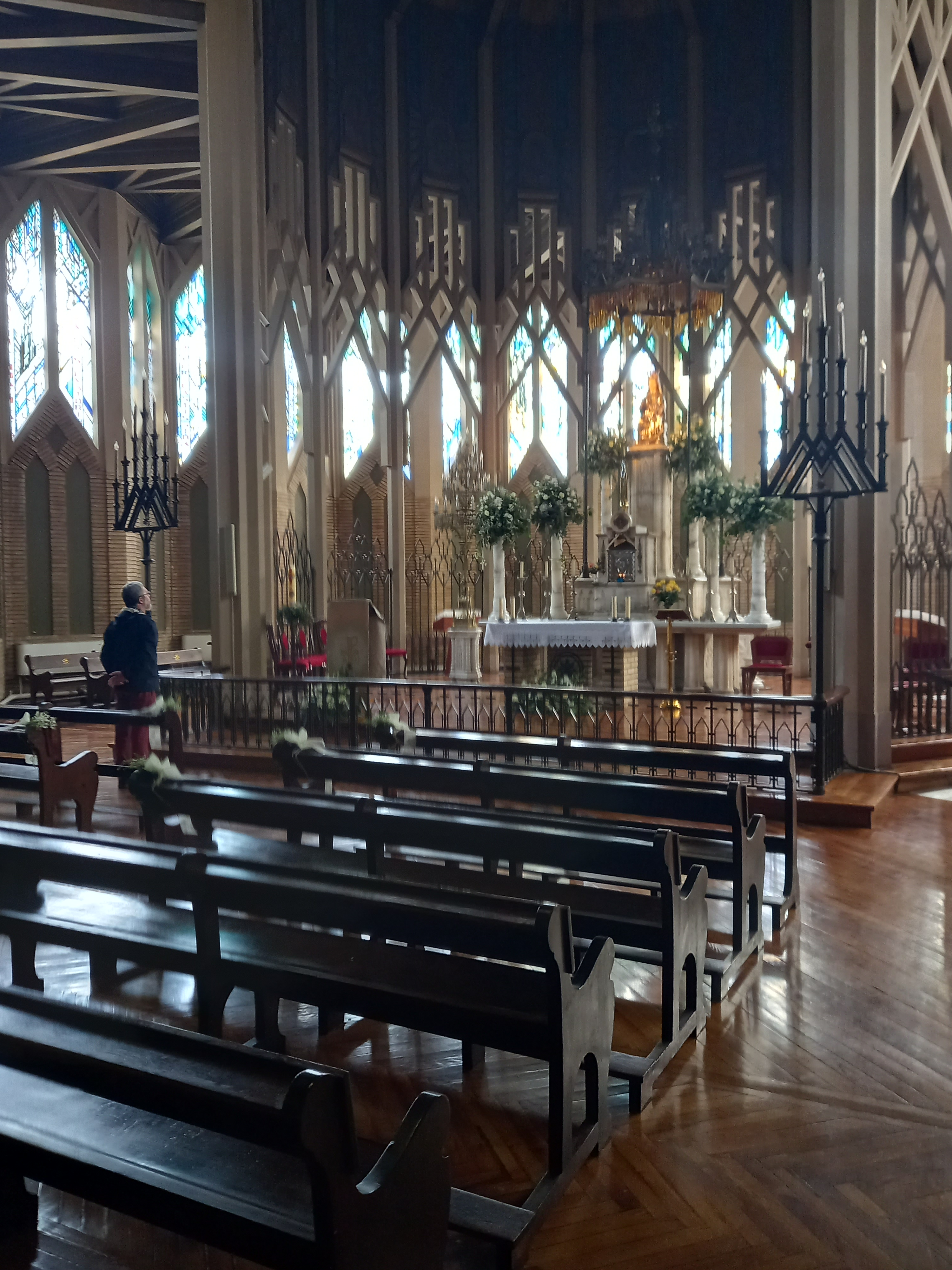
Basílica de Nuestra Señora del Puy (interior)

En nuestro caso el rey Sancho Ramírez se sirvió del topónimo Estella equivalente a "cruce de caminos", pues éste es su significado y que correspondía al sentido de la nueva población y que ya tenía un precedente en la Bastide d'Estele en el Bearne.»
Ricardo Ciérvide, 1988

## Veneración
Aunque la leyenda sitúa cronológicamente la devoción en fecha anterior, teniendo presente que el asentamiento de francos en el barrio de San Martín (en la margen derecha del río Ega) en 1090, siendo indiscutible su vinculación con Le Puy, cabe situar en esta segunda fecha el inicio de la veneración y culto a Santa María del Puy.
Como afirma el historiador del Arte, Ricardo Fernández Gracia, «la Virgen del Puy fue la imagen mariana que más trampantojos pintados tuvo en siglos pasados. Avala este hecho el testimonio de don Francisco de Eguía y Beaumont, que escribió largamente de la imagen en 1644, cuando afirma: “Es tan grande la devoción que se tiene a esta santa imagen que, no contentos los hombres con gozarla en su santa basílica, tienen sus retratos de pincel para consolarse con su cotidiana vista. En sola la ciudad de Estella hay trescientos retratos. Hay de ellos y de buen pincel en Tarazona, Pamplona, Puente la Reina, Sevilla y Flandes”».

### Bajadas de la Virgen
Es una tradición que arranca, según los registros, en 1631 con motivo «de una pertinaz y peligrosa peste». La imagen permaneció durante nueve días «en las parroquias de San Juan, San Miguel y San Pedro Larrúa, hasta que desapareció el peligro de la enfermedad.» Este tipo de actos, por entonces, eran esporádicos, sumando hasta 23 veces las ocasiones en que se celebraron estas demostraciones de veneración. En la actualidad es un acto que forma parte del calendario de fiestas de la localidad.

### Romerías
Esta devoción mariana abarca la comarca de Estella y son numerosos los pueblos cercanos que organizan gradualmente romerías durante los meses de abril y mayo:
- Romería de Cirauqui, celebrada en 1885.
- Romería de Oteiza, de tradicional anual.
- Romería de Villatuerta[23] con Arandigoyen, actualmente vigente.[24]
- Romería de Abárzuza.[25]
- Romería del Valle de Allin.[26]
- Romería de Murugarren, Zabal y Bearin.[27]